# Route nationale 814
La route nationale 814 (RN 814 o N 814) è una strada nazionale francese che costituisce la tangenziale di Caen, formando un anello intorno alla città. È collegata con l'A13 e l'A84.

## Percorso originario
L'antica N814 partiva dall'incrocio con la N13 ad Osmanville, si dirigeva a nord a Grandcamp-Maisy e seguiva la costa atlantica, passando per Port-en-Bessin-Huppain ed Arromanches-les-Bains (luoghi dello sbarco in Normandia) per poi giungere a Courseulles-sur-Mer. Prima della seconda guerra mondiale invece arrivava a Courseulles da Bayeux. Da qui continuava per Luc-sur-Mer e Ouistreham, quindi virava a sud-ovest per superare l'Orne a Bénouville. Si concludeva a Cabourg, dove si innestava sulla N813. La N814 fu declassata a D514 nel 1972, mentre il tratto da Bayeux a Courseulles a D12.